# Herb powiatu toruńskiego
Herb powiatu toruńskiego – jeden z symboli powiatu toruńskiego, autorstwa Jana Wroniszewskiego, Andrzeja Mikulskiego i Lecha-Tadeusza Karczewskiego, ustanowiony 6 marca 2002.

## Wygląd i symbolika
Herb przedstawia na tarczy w polu czerwonym l wizerunek orła srebrnego z koroną na szyi i ramieniem zbrojnym w srebrną szablę, wyrastającym z barku; dziób, język i szpony o barwie złotej. Jest to nawiązanie do herbu województwa chełmińskiego.